# 원피스 21기
일본 애니메이션 《원피스》 21기 '에그헤드 편' (エッグヘッド)은 오다 에이치로의 원작 만화 105권 이후 (분량 미정)의 내용을 바탕으로 도에이 애니메이션이 제작하고 나가미네 타츠야, 이토 사토시, 고야마 사토시가 감독한 시즌이다. 2024년 1월 7일부터 일본 후지 TV에서 처음 방송되었으며, 회차는 미정이다.
에그헤드 편에서는 밀짚모자 해적단이 미래풍 섬 에그헤드에 도착해 닥터 베가펑크를 만나고, 머지않아 전세계를 충격에 빠뜨리는 사건으로 이어지는 내용을 다루고 있다.
대한민국에서는 2024년 1월 12일 대원방송 (애니박스)에서 자막판 동시방송으로, 1월 25일부터 더빙판으로 처음 방영되기 시작하였다.
에그헤드 편에서 사용된 주제가는 2024년 4월 현재까지 오프닝곡 1곡, 엔딩곡 1곡으로 총 2곡이다. 오프닝곡은 기타다니 히로시의 〈어스!〉 (あーーっす!), 엔딩곡은 오오츠키 마키의 〈Dear sunrise〉가 1089화부터 사용되었다. 대한민국의 대원방송은 번안곡 없이 원곡을 그대로 송출하고 있다.

## 회차 정보
| 에그헤드 편 |    |                                                                         |               |               |                                                  |                 |                 |
| 1089        | 1  | "새로운 장 돌입! 루피와 사보의 앞길!" "新章突入！ルフィとサボの針路！"  | 시시도 노조무 | 다나카 히토시 | 허즈웨이 모리 게이스케 이토 슈이치 마츠다 미도리 | 2024년 1월 7일  | 2024년 1월 25일 |
| 1090        | 2  | "새로운 섬! 미래섬 에그헤드" "新しい島！未来島エッグヘッド"             | -             | -             | -                                                | 2024년 1월 14일 | 2024년 2월 1일  |
| 1091        | 3  | "미래가 가득! 과학 나라의 모험!" "未来満載！科学の国の冒険！"           | -             | -             | -                                                | 2024년 1월 21일 | 2024년 2월 8일  |
| 1092        | 4  | "보니의 통곡! 미래섬에 감춰진 어둠" "ボニーの慟哭！未来島に潜む闇"      | -             | -             | -                                                | 2024년 1월 28일 | 2024년 2월 15일 |
| 1093        | 5  | "승자독식! 로 VS 검은 수염!" "勝者総取り！ローVS黒ひげ！"               | -             | -             | -                                                | 2024년 2월 11일 | 2024년 2월 29일 |
| 1094        | 6  | "깊어지는 수수께끼! 에그 헤드 연구층" "深まる謎！エッグヘッド研究層"    | -             | -             | -                                                | 2024년 2월 18일 | 2024년 2월 22일 |
| 1095        | 7  | "천재의 두뇌 6명의 베가펑크!" "天才の頭脳 6人のベガパンク！"            | -             | -             | -                                                | 2024년 2월 25일 | 2024년 3월 7일  |
| 1096        | 8  | "금지된 역사! 어느 왕국의 가설" "禁じられた歴史！ある王国の仮説"        | -             | -             | -                                                | 2024년 3월 3일  | 2024년 3월 14일 |
| 1097        | 9  | "오하라의 의지! 계승되는 연구" "オハラの意志！受け継がれる研究"         | -             | -             | -                                                | 2024년 3월 17일 | 2024년 3월 28일 |
| 1098        | 10 | "기상천외! 천재가 그리는 꿈!" "奇想天外！天才が想い描く夢！"            | -             | -             | -                                                | 2024년 3월 24일 | 2024년 4월 4일  |
| 1099        | 11 | "요격 준비! 로브 루치의 습격!" "迎撃準備！ロブ・ルッチ襲来！"           | -             | -             | -                                                | 2024년 3월 31일 | 2024년 4월 11일 |
| 1100        | 12 | "차원이 다른 힘! 루피 VS 루치!" "異次元の力！ルフィVSルッチ！"          | -             | -             | -                                                | 2024년 4월 7일  | 2024년 4월 18일 |
| 1101        | 13 | "최강의 인류! 세라핌의 능력!" "最強の人類！セラフィムの能力！"          | -             | -             | -                                                | 2024년 4월 21일 | 2024년 5월 2일  |
| 1102        | 14 | "꿈틀거리는 음모! 에그 헤드 탈출 작전" "蠢く陰謀！エッグヘッド脱出作戦" | -             | -             | -                                                | 2024년 4월 28일 | 2024년 5월 9일  |
| 1103        | 15 | "아빠를 돌려놔! 덧없는 보니의 소원!" "父を戻せ！儚きボニーの願い！"     | -             | -             | -                                                | 2024년 5월 5일  | 2024년 5월 16일 |
| 1104        | 16 | "절체절명! 세라핌 총공격!" "絶体絶命！セラフィム総攻撃！"               | -             | -             | -                                                | 2024년 5월 12일 | 2024년 5월 23일 |
| 1105        | 17 | "아름다운 반역! 내통자 스튜시" "麗しき反逆！内通者ステューシー"         | -             | -             | -                                                | 2024년 5월 19일 | 2024년 5월 30일 |
| 1106        | 18 | "異常発生！探せ！Dr.ベガパンク"                                         | -             | -             | -                                                | 2024년 5월 26일 | 2024년 6월 6일  |
| 1107        | 19 | "戦慄！研究所へ忍び寄る魔の手"                                          | -             | -             | -                                                | 2024년 6월 2일  | 2024년 6월 13일 |